# CQ突擊步槍
CQ突擊步槍是由中華人民共和國中國北方工業公司對美國M16A1／A2突擊步槍的未授權仿制品。

## 設計
CQ突擊步槍與M16A1／A2槍機設計相同，對應5.56×45毫米M193彈藥，可全自動射擊，亦設有復進助推器，也可裝上中國北方工業公司生產的下掛式榴彈發射器。該槍配套仿M16的20發STANAG彈匣，但槍托、手槍握把及護木外型不同，照門類似M16A1，沒有風偏調整鈕。

## 衍生型
- CQ5.56/M311

CQ5.56是CQ突擊步槍的軍用型，具全自動發射功能。
- M311-1

M311-1是CQ突擊步槍的民用型半自動發射的步槍，曾出口到北美市場上，但進口了500支就被柯爾特提出訴訟而終止。
- CQ-A

CQ-A是CQ突击步枪的卡宾枪型，其外观及设计与M4卡宾枪极为相似。该枪现已改称为CS/LR2 5.56毫米自动步枪。
- CQ-B

CQ-B步枪，结构上是CQ-A卡宾枪安装了类似M16A2的枪管和枪托。
- CQ-C

CQ-C是CQ突击步枪的班用机枪型，其外观及设计与柯爾特自動步槍极为相似。该枪现已改称为CS/LM11 5.56毫米班用机枪。
- CQ-D

CQ-D采用活塞短行程自动方式，被认为HK416突擊步枪的仿制型号，拥有标准型和短管型两种型号。

## 犯罪
2001年8月7日，英國警方在倫敦北部伊斯林頓拘捕了一名少年並從該名少年身上繳獲到一支外型類似M16的步槍，相信這就是一支CQ步槍。

## 使用國
- 柬埔寨
  - 柬埔寨王家陸軍（CQ及CQ-B）
    - 特種部隊司令部（CQ及CQ-A）[5]
- 中华人民共和国：採用型號為CQ-A。
  - 彭州公安[6]
  - 重慶閃電突擊隊[7]
  - 中國人民武裝警察部隊雪豹突擊隊[8][9]

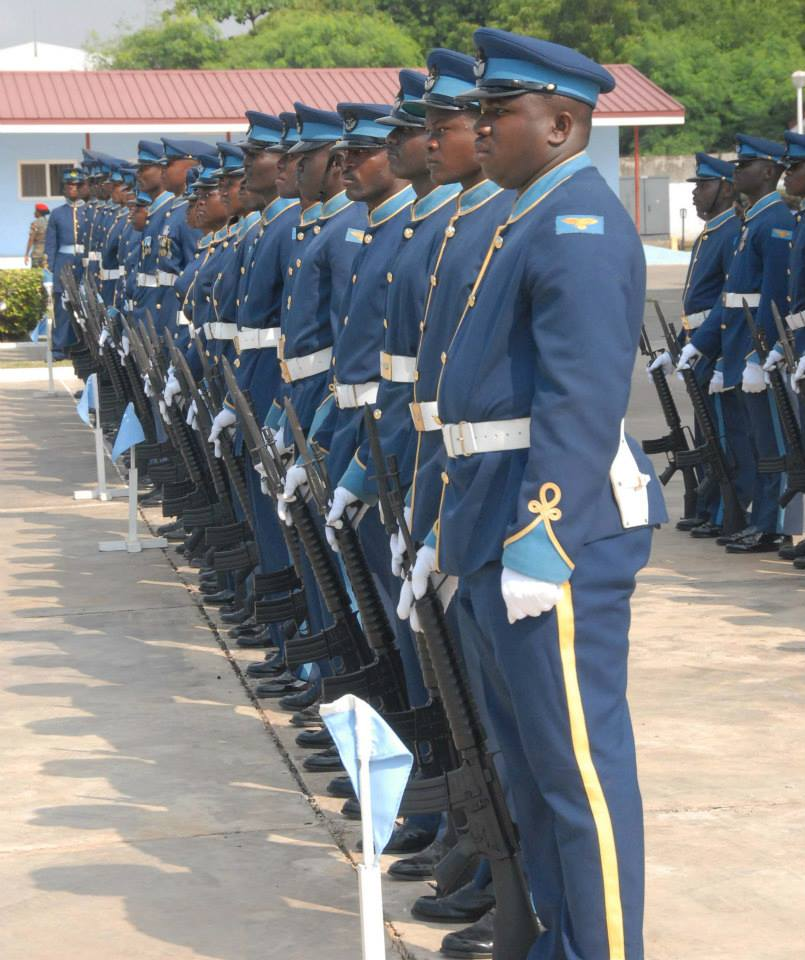
加納軍隊的儀仗隊

- 伊朗：CQ由伊朗國防工業未獲授權仿製，並命名為“DIO S.5'56”。
  - 伊朗伊斯蘭共和國軍隊[10]
- 利比亞
  - 國民解放軍（2011年利比亞内戰期間使用CQ突擊步槍）
- 緬甸
  - 警察單位（CQ）
- 巴拉圭
  - 特種部隊單位（CQ-A）[11]
- 菲律賓
  - 菲律賓武裝部隊（CQ-A）
- 塞内加尔
  - 塞內加爾武裝部隊（英语：Military of Senegal）（CQ）
- 苏丹：在當地生產CQ，命名為“Terab”。
  - 蘇丹武裝部隊[12][13]
- 泰國

### 非國家團体
- 聖戰者：1979年阿富汗戰爭期間使用CQ突擊步槍。[14] [15]
- 塔利班：繼承自阿富汗聖戰者的CQ突擊步槍，至今仍有少量使用。
- 敘利亞自由軍：在敘利亞內戰期間有限地使用CQ突擊步槍。
- 伊斯蘭國

## 流行文化
CQ突擊步槍也曾出現在一些中國大陸製作的軍事題材電視劇當中，以用作充當敵軍或假想敵的M16突擊步槍。

### 電影
- 2005年—：型號為CQ，為尤里·奧洛夫於黎巴嫩售賣的武器之一，堆積在大量M16A2和少量HK G3之中。
- 2015年—《战狼》：型号为CQ，枪托为卡其色涂装，使用战术导轨护木并安装瞄准镜和前握把，用以充當美國製M16A1突擊步槍，由雇佣兵组织队长「老猫」（斯科特·阿金斯饰）所使用。

### 電視劇
- 2006年—《士兵突击》系列：型号为CQ，第七篇由许三多在军事演习中對抗的假想敌部隊所使用，用以充當美軍的M16步枪。
- 2009年—《重案六组3》：型号为CQ，劇中的特警所使用的是CQ-A步枪。
- 2014年—《雅典娜女神》：型号为CQ，奇怪的会出现在1930年代，由特战队成员所使用。

### 動畫
- 2014年—《刀劍神域II》：型號為CQ，「幽靈子彈」篇中由Bob參賽者「夏侯惇」所使用，並曾使用C-Mag彈鼓供彈。

### 輕小說
- 2010年—《刀劍神域》：型號為CQ，「幽靈子彈」篇中由GGO玩家「夏侯惇」所使用。

### 電子遊戲
- 2003年—《喋血街頭2》：該機槍應基於柯爾特 AR-15A2 HBAR，M16A2 的半自動版本，只是轉換為全自動。但取而代之的其外型更似於CQ5.56步槍。

## 外部連結
- （英文）-Modern Firearms- CQ / M311
- （中文）-D boy gun world-CQ自动步枪（页面存档备份，存于）
  - CQ-A卡宾枪（页面存档备份，存于）
- （中文）-CQ5.56相關圖片